# 荘公 (召)
荘公（そうこう、生没年不詳）は、春秋時代の召の君主。姫姓召氏。名は奐。

## 生涯
魯の昭公22年（紀元前520年）、周の景王が崩御し、王子朝は叛乱を起こした。荘公や毛伯得の支持を得て、劉の文公を駆逐した。昭公23年（紀元前519年）、6月己丑、荘公と南宮極が成周の人を率いて尹を守った。文公は撤退し、敬王は劉へ赴いた。